# O-Ring-Kette

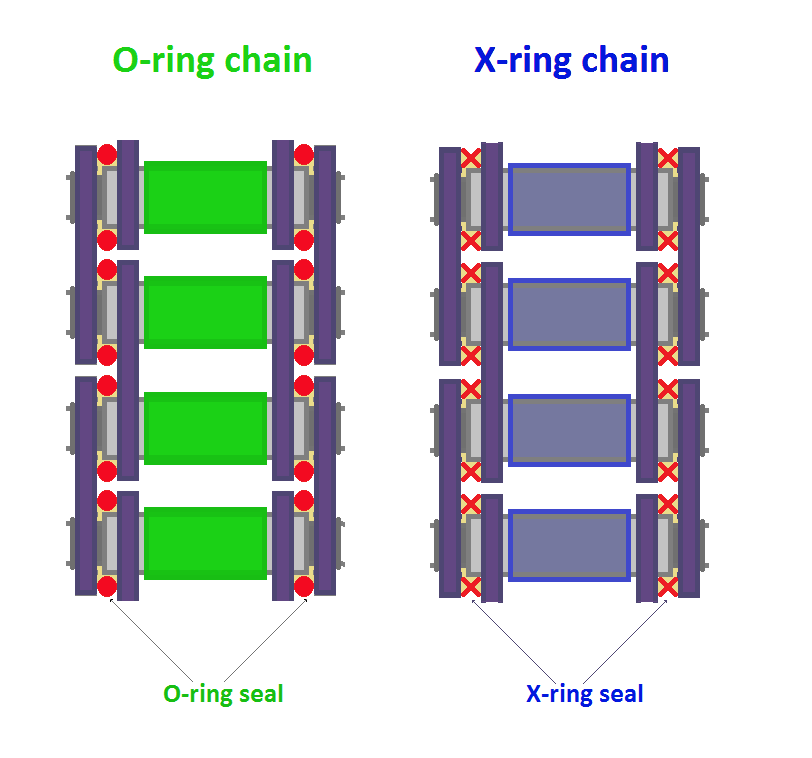
O-Ring vs. X-Ring Kette

Eine O-Ring-Kette (auch Dichtringkette) ist eine Rollenkette zur Übertragung von Leistung in rauer Umgebung. Die Kette zeichnet sich dadurch aus, dass zwischen den Außenlaschen und Innenlaschen Elastomer-O-Ringe eingesetzt sind, die das Eindringen von Schmutz in die beweglichen Teile der Kette stark verringern und eine Dauerschmierung derselben ermöglichen. Eine O-Ring-Kette wird oft bei Motorrädern zum Antreiben des Hinterrades verwendet. Sie kann aber auch bei Maschinenantrieben eingesetzt werden, bei denen die Verwendung eines geschlossenen Kettenkastens ungünstig ist.
Das „O“ bezeichnet die Querschnittsform der Dichtringe, die die Schmierung im Inneren der Kettenglieder schützen. Einen noch wirksameren Schutz als O-Ringe (2 Dichtpunkte) bieten X-Ringe (4 Dichtpunkte)
bzw. W-Ringe (5 Dichtpunkte).